# Imran N. Hosein

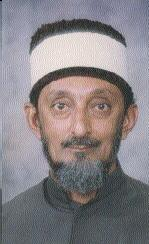
Imran N. Hosein

Imran Nazar Hosein (* 1942 in Trinidad und Tobago) ist ein trinidadischer oder tobagonischer Islamwissenschaftler, Autor und Philosoph, der sich mit islamischer Eschatologie, Weltpolitik, Wirtschaft und modernen sozioökonomischen sowie politischen Fragen beschäftigt. Er ist der Autor von Jerusalem im Koran sowie zahlreichen anderen Werken.